# Joan Arnella i París
Joan Arnella i París   (Barcelona, 4 d'abril de 1948) és un empresari i antic pilot d'automobilisme català. Enquadrat en l'equip BMW, durant la dècada de 1980 fou quatre vegades consecutives campió d'Espanya de Ral·lis de Terra en diverses categories (el 1988, per exemple, fou primer al campionat en categoria de dues rodes motrius). A banda, es dedicà a l'ensenyament de tècniques de conducció des de les seves pròpies empreses. Ha publicat diversos llibres sobre la matèria.
Joan Arnella és germà del conegut cantautor Jaume Arnella.

## Trajectòria
Debutà en competició el 1968 compaginant les curses d'automòbils i de motocicletes. El 1984 fundà, amb el seu germà Pere, l'Escola TAC ("Técnicas Automovilísticas de Conducción SL"). Dos anys més tard creà la primera escola de conducció sobre gel (TAC-La Molina) i fou responsable de l'Escola de Conducció BMW Moto a l'estat espanyol.

## Obra publicada
- Técnicas de Conducción de Motos
- Técnicas Automovilísticas de Conducción
- Seguridad en la Conducción, las mejores técnicas (2007)
- El Camino a Seguir, conducir con seguridad la moto y el Scooter (2009)